# Brezovica (potok)
Brezovica je potok na horní Oravě, na území okresu Tvrdošín. Jde o levostranný přítok Oravice, měří 7 km a je tokem V. řádu.

## Pramen
Pramení v jihozápadním výběžku Skorušinských vrchů, v podcelku Skorušina, na severozápadním svahu Skorušiny (1 313,8 m n. m.) v nadmořské výšce cca 1 155 m n. m..

## Popis toku
V pramenné oblasti teče na sever, zprava přibírá dva přítoky také ze severozápadních svahů Skorušiny a stáčí se na severozápad. Z levé strany přibírá další přítok ze severozápadního svahu Skorušiny a z téže strany přítok ze severovýchodního svahu Javorinek (1 122,7 m n. m.). Následně se stáčí definitivně na sever, vytváří nevýrazný oblouk ohnutý na východ, zleva přibírá přítok nejprve ze severního svahu Ostrého vrchu (942,4 m n. m.), pak další v lokalitě Vyševcové a protéká bažinatým územím východně od obce Brezovica a zároveň vstupuje do Oravské kotliny. Nakonec přibírá ještě pravostranný přítok z oblasti Priečneho a na západním okraji obce Liesek ústí v nadmořské výšce přibližně 637 m n. m. do Oravice.

## Jiné názvy
- Teplica
- Brezovický potok
- nářečně: Brezovčík